# America: A 200-Year Salute in Story and Song
America: A 200-Year Salute in Story and Song je konceptualni album Johnnyja Casha, objavljen 1972. u izdanju Columbia Recordsa. Kako to i sam naslov sugerira, sastavljen je od pjesama kojima dominiraju teme američke povijesti, slično kao i na drugim Cashovim americana albumima. Album je kombinacija pjesama i naracije, kojima Cash pokušava opisati elemente prošlosti countryja, uključujući slavne ličnosti kao što su Paul Revere ili Big Foot. Na albumu se nalazi i "Mr. Garfield", pjesma prethodno objavljena kao singl na albumu Sings the Ballads of the True West iz 1965. Većinu pjesama s ovog albuma napisao je Cash, uz neke iznimke, uključujući obradu poznate pjesme "The Battle of New Orleans" te čitanje slavnog govora Abrahama Lincolna, Gettysburg Adress.

## Popis pjesama
1. "Opening Dialogue" (Cash) – 0:23
2. "Paul Revere" (Glenn D. Tubb) – 2:17
3. "Begin West Movement" (Cash) – 0:26
4. "The Road to Kaintuck" (Cash) – 1:21
5. "To the Shining Mountains" (Cash) – 0:48
6. "The Battle of New Orleans" (Jimmie Driftwood) – 2:21
7. "Southwestward" (Cash) – 0:37
8. "Remember the Alamo" (Jane Bowers) – 2:26
9. "Opening the West" (Cash) – 0:56
10. "Lorena" (Charles Williams) – 1:50
11. "The Gettysburg Address" (Abraham Lincoln) – 2:38
12. "The West" (Cash) – 0:57
13. "Big Foot" (Cash) – 3:02
14. "Like a Young Colt" (Cash) – 0:38
15. "Mr. Garfield" (Ramblin' Jack Elliott) – 3:53
16. "A Proud Land" (Cash) – 0:24
17. "The Big Battle" (Cash) – 3:05
18. "On the Wheels and Wings" (Cash) – 0:30
19. "Come Take a Trip in My Airship" (Cash) – 1:05
20. "Reaching for the Stars" (Cash) – 0:42
21. "These Are My People" (Cash) – 2:38

## Izvođači
- Johnny Cash - vokali
- Norman Blake - akustična gitara/bendžo
- Carl Perkins, Bob Wootton, Red Lane, Ray Edenton - gitara
- W.S. Holland - bubnjevi
- Marshall Grant - bas
- Chuck Cochran - kalvir
- Charlie McCoy - harmonika
- Farrell Morris - perkusije

## Ljestvice
Album - Billboard (Sjeverna Amerika)
| Godina | Ljestvica      | Pozicija |
| ------ | -------------- | -------- |
| 1972.  | Country albumi | 3        |
| 1972.  | Pop albumi     | 176      |

## Vanjske poveznice
- Podaci o albumu i tekstovi pjesama